# Јаџи Сијан
Јаџи Сијан (умро 3. јуна 1098. године) је био гувернер Антиохије за време опсаде у Првом крсташком рату.

## Опсада Антиохије
Антиохија је био огроман град који је био кључ за даљи продор у Сирију и Палестину. Њу крсташи никако нису могли обићи јер јој је стратешка важност била огромна. Сматрали су га кључем Сирије и вратима за Обећану земљу. Осим тога, за хришћане је Антиохија била и нешто више од обичног града. Она је била симбол јер је у Антиохији Свети Петар био први бискуп и управо су ту следбеници Исуса Христа добили назив „хришћани“. Но то је била прошлост, а Антиохију су сада држали Турци. Црква у којој је некада проповедао Свети Петар сада је била штала за коње.
Управник Антиохије био је Јаџи Сијан. Његов господар је био Ридван од Алепа, али се Јаџи непрестано колебао и скоро отворено преговарао са султаном Кебругом и владарима Дамаска који су покушавали да га примамљивим понудама приволе да им преда град. Када је начуо да се крсташи приближавају, Јаџи је од свога господара затражио помоћ. Међутим, Ридван није реаговао, па се Јаџи обратио владарима Дамаска. Са Кербугом је склопио споразум и као надокнаду за помоћ му понудио град Алепо. Припремајући се за опсаду, Јаџи је из града избацио све оне који су му били сумњиви, првенствено хришћане и Јермене. Истовремено је затворио грчког патријарха Јована
Након вишемесечне опсаде, крсташи успевају да уђу у град захваљујући издајству стражара Фируза. Уследило је свето клање у коме је страдало целокупно муслиманско становништво Антиохије. Јаџи Сијан је успео да умакне у планине, али ту је пао са коња. Потом га је пронашло неколико Јермена и одрубило му главу за коју су касније од Боемунда добили велику награду. Од Антиохије је формирана Кнежевина на челу са Боемундом.